# Chaeteessa
Chaeteessa — єдиний сучасний (станом на 2020 рік) рід богомолів родини Chaeteessidae. Представники роду поширені в Центральній та Південній Америці. Дрібні крилаті богомоли міцної тілобудови. Забарвлення тіла зазвичай матове. Антени дуже довгі, передньоспинка коротка. Статевий диморфізм виражений слабко.
Рухливі, активні хижаки, що переслідують здобич.
До роду відносять 5 сучасних видів і один вимерлий:
- Chaeteessa caudata Saussure 1871 — Бразилія, Коста-Рика, Венесуела
- Chaeteessa filata Burmeister 1838 — Бразилія, Суринам
- Chaeteessa nana Jantsch 1995 — Бразилія
- Chaeteessa nigromarginata Salazar 2004 — Колумбія, Перу
- Chaeteessa valida (Perty 1833) — Бразилія, Колумбія, Французька Гвіана
- † Chaeteessa brevialata Giebel, 1862